# Kameyama (empereur)
Pour les articles homonymes, voir Kameyama.

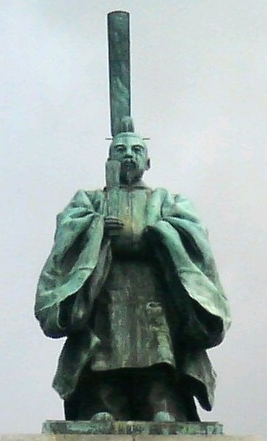
Statue de l'empereur Kameyama, à Fukuoka.

L'empereur Kameyama (亀山天皇, Kameyama Tennō, 9 juillet 1249 – 4 octobre 1305) a été le 90e empereur du Japon, selon l'ordre traditionnel de la succession, et a régné du 9 janvier 1260 au 6 mars 1274. Son nom personnel était Tsunehito (恒仁). Il doit son nom de règne à l'emplacement de sa tombe.

## Généalogie
Kameyama était le huitième fils de l'empereur Go-Saga. Sa mère était Fujiwara (Saionji) no Kisshi (Omiya In).
Impératrices et Consorts :
- Fujiwara no Kisshi °1245 †1272 ; fille de Fujiwara (Toin) no Saneo ; présentée en 1260 ; impératrice (Kogo) ; titrée Kyogoku In ; dont il eut :
  - Première fille : Princesse † en bas âge
  - Premier fils : Prince † en bas âge
  - Second fils : Prince Yoshito °1267 †1324 (empereur Go-Uda)

- Fujiwara no Kishi °1253 †1318 ; fille de Fujiwara (Saionji) Kinsuke ; présentée en 1260 ; impératrice (Chugu) 1261 ; titrée Imadiyama In en 1268 ; nonne en 1283

- Une fille de Fujiwara (Sanjō) no Sanehira ; titrée Dainagon no Suke ; dame d'honneur ; mère de :
  - Quatrième fils : Prince Ryojō °1268 †1318; abbé du Shoren In ; abbé du Tendai 1299-1312
  - Sixième fils : prince Shoe °1271 ; abbé du Myoho In
  - Septième fils : Prince Kakuun °1272 †1323 ; abbé du Kajii In
  - Cinquième fille : Princesse ; mariée à Fujiwara Kujō Moronori (°1273 †1320), fils de Fujiwara no Tadanori

- Fujiwara no Gashi, fille de Fujiwara no Masahira ; titrée Chunagon no Suke ; dame d'honneur ; mère de :
  - Seconde fille : Princesse Kishi °1273 †1324 ; titrée Shokeimon In en 1296

- Fujiwara no Ishi °1262 †1296 ; fille de Fujiwara (Konoe) Motohira ; nyogo en 1275 ; titrée Shinyomeimon In en 1275 ; mère de :
  - Huitième fils : Prince °1276 †1278
  - Dixième fils : Prince °1279 †jeune

- Une fille de Fujiwara (Toin) no Saneo, sœur germaine de Kisshi ; présentée en 1277 ; mère de
  - Princesse °1277 ; élevée par Omiya In

- Dame Nukigawa, dame de compagnie de l'impératrice Kisshi ; mère de :
  - Princesse, mariée Fujiwara no Iemoto (Konoe) (°1261 †1296), fils de Fujiwara no Motohira

- Princesse Ekishi °1262 †1294 ; fille de l'empereur Go Saga et de Fujiwara Koto no Naishi ; titrée Gojo In en 1289 ; mère de
  - Princesse *1278/9

- Une fille de Fujiwara no Tametsune ; titrée Dainagon no Suke ; dame d'honneur ; mère de :
  - Neuvième fils : Prince Junjo °1277 †1320 ; abbé du Shōgo-in
  - Onzième fils : Prince Jido °1282 †1341 ; moine en 1295 ; abbé du Shorinji en 1314
  - Douzième fils : Prince Gyonin °1283 ; abbé du Juraku In

- Shimotsuke, fille de Sokonoma ; adoptée par Fujiwara no Michimasa ; titrée Dame Ro No Onkata ; mère de
  - Prince Kanenaga

- Fujiwara no Jushi, fille de Fujiwara no Kagefusa et d'une fille de Fujiwara (Saionji) no Kinsuke; titrée dame Sanuki; mère de
  - Prince Sadanaga

- Fujiwara no Eishi, °1273 †1336 ; fille de Fujiwara (Saionji) no Sanekane ; présentée en 1301 ; titrée Shokummon In en 1301 ; nonne ; dont
  - prince Tsuneaki °1303 †1351

## Biographie

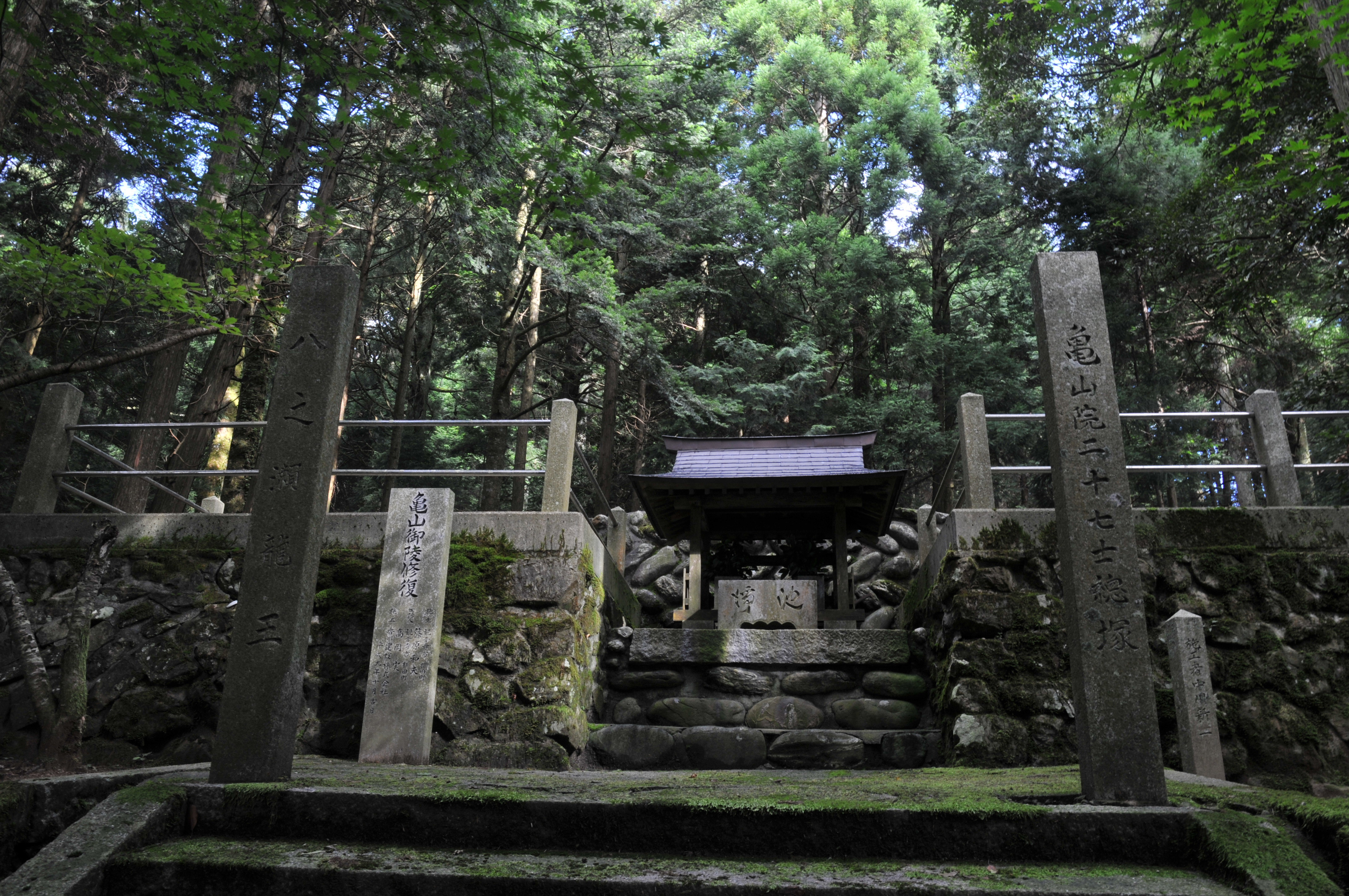
Le mausolée Kameyamain Sakuraoka à Miyoshi dans la préfecture de Tokushima.

Le futur Kameyama devient prince héritier en 1258, avant de monter sur le trône l'année suivante lorsque son frère aîné Go-Fukakusa abdique en sa faveur, forcé par leur père l'empereur retiré Go-Saga.
En 1265, une délégation mongole arrive, envoyée par Kubilai Khan, après avoir pillé des îles. Cette délégation demande aux Japonais de se soumettre à la loi mongole ou de faire face à une invasion. En 1274, Kameyama abdique en faveur de son fils, l'empereur Go-Uda, et commence son règne d'empereur retiré. Durant cette période, le Japon doit faire face à deux tentatives d'invasions mongoles, le shogunat de Kamakura ayant refusé de céder aux exigences de Kubilai. Durant ces tentatives d'invasions, en 1274 puis 1281, Kameyama prie au Grand Temple d'Ise.
Cependant, le Bakufu se méfie de Kameyama, et en 1287, encourage Go-Uda à abdiquer, et soutient l'intronisation d'un des fils de l'empereur Go-Fukakusa, qui devient alors l'empereur Fushimi, ce qui initie la courte période de règne par alternance entre les deux lignées du Jimyōin-tō (les descendants de Go-Fukakusa) et du Daikakuji-tō (les descendants de Kameyama) et met fin au gouvernement retiré de ce dernier.
Plus tard, le prince Hisaaki, un des fils de Go-Fukakusa, devient shogun, ce qui renforce la position de la lignée Jimyōin-tō. Kameyama, découragé, décide alors de rejoindre la prêtrise sous le nom de Kongōgen (金剛源), en 1289, dans la secte zen. Ce fait permet au bouddhisme zen de pénétrer lentement au sein de la noblesse de cour.

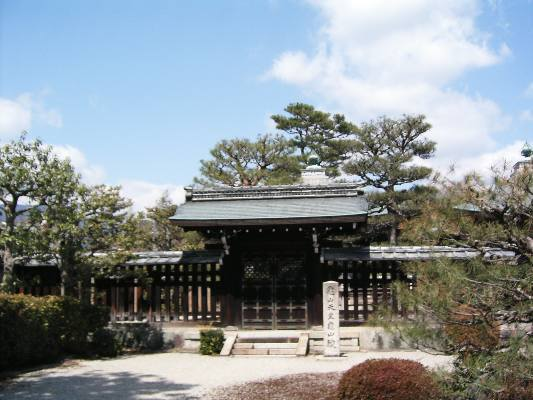
Le mausolée de Kamayama

En 1291, il transforme son palais de Kyōto en un monastère bouddhique, le Nanzen-ji, et puis en Tenryū-ji où sa tombe et son mausolée sont établis.

## Èresde son règne
- Ère Shōgen
- Ère Bun'ō
- Ère Kōchō
- Ère Bun'ei